# Бо де Прованс
Бо де Прованс (фр. Baux-de-Provence) је насељено место у Француској у региону Прованса-Алпи-Азурна обала, у департману Ушће Роне.
По подацима из 2011. године у општини је живело 451 становника, а густина насељености је износила 24,96 становника/km².
По овом месту је руда Алуминијума -боксит добила име.

## Демографија
| 1990. | 2011. |
| ----- | ----- |
| 457   | 451   |